# Hello, My Twenties!
Hello, My Twenties! (hangul: 청춘시대; hanja: 青春時代; rr: Cheongchunsidae; MR: Ch'ŏngch'unsidae; lit. "Idade da Juventude") é uma série de televisão sul-coreana estrelada por Han Ye-ri, Han Seung-yeon, Park Eun-bin, Ryu Hwa-young, Park Hye-su, Ji Woo e Choi Ara. Foi ao ar na JTBC de 22 de julho de 2016 a 7 de outubro de 2017.

## Sinopse
Uma história que gira em torno da vida de cinco meninas que vivem juntas em uma casa compartilhada chamada "Belle Epoque" e como elas se conectam através dos problemas e situações que passam na juventude.

## Elenco

### Visão geral
| Personagem     | Interpretada por | Temporada           | Temporada             |
| Personagem     | Interpretada por | 1ª Temporada (2016) | 2ª Temporada (2017)   |
| -------------- | ---------------- | ------------------- | --------------------- |
| Yoon Jin-myung | Han Ye-ri        | Principal           | Principal             |
| Jung Ye-eun    | Han Seung-yeon   | Principal           | Principal             |
| Song Ji-won    | Park Eun-bin     | Principal           | Principal             |
| Kang Yi-na     | Ryu Hwa-young    | Principal           | Participação especial |
| Yoo Eun-jae    | Park Hye-su      | Principal           | —                     |
| Yoo Eun-jae    | Ji-Woo           | —                   | Principal             |
| Jo Eun         | Choi Ara         | —                   | Principal             |

### Principal
- Park Hye-su (1ª temporada) e Ji Woo (2ª temporada) como Yoo Eun-jae

Estudante de Psicologia, 20 anos, nascida no interior da Coreia do Sul.
- Han Seung-yeon como Jung Ye-eun

Formada em Artes Culinárias, 22 anos, teve, desde pequena, um convívio religioso.
- Han Ye-ri como Yoon Jin-myung

Uma empresária, de 28 anos, com muitos problemas de família.
- Park Eun-bin como Song Ji-won

Uma estudante de jornalismo de 22 anos, colega de quarto peculiar e aventureira que afirma ter a habilidade de ver fantasmas.
- Ryu Hwa-young como Kang Yi-na (1ª temporada; participação especial na 2ª temporada)[14]

Uma garota de 24 anos com um gosto para coisas luxuosas. Ela eventualmente trabalha duro para ter uma carreira de sucesso.
- Choi Ara como Jo Eun (2ª temporada)

### De apoio
- Yoon Park como Park Jae-wan (temporada 1; temporada convidada 2) [16]

O interesse amoroso de Jin-myung, chef de um restaurante italiano.
- Choi Deok-moon como Oh Jong-gyu – o homem misterioso de Yi-na
- Ji Il-joo como Go Doo-young – o ex-namorado abusivo de Ye-eun
- Shin Hyun-soo como Yoon Jong-yeol – namorado de Eun-jae
- Son Seung-won como Im Sung-min – o amigo de Ji-won
- Yoon Jong-hoon como Seo Dong-joo – o amigo de Yi-na
- Kim Min-seok como Seo Jang-hoon (2ª temporada)

Dono da Belle Epoque, interesse amoroso de Jo Eun.
- Lee You-jin como Kwon Ho-chang (2ª temporada)

O interesse amoroso de Ye-eun; um estudante de engenharia que não sabe nada sobre namoro.
- Ahn Woo-yeon como Heimdallr / Lee Jin-kwang (2ª temporada)

Membro do idol group Asgard que está com sua equipe há cinco anos, mas que ainda não alcançou o estrelato.
- Lee Ji-ha como mãe de Ho-chang
- Kim Hyo-jin como mãe de Yoon Jin-myung
- Lee Kyung-shim como Ahn Jung-hee - mãe de Yoo Eun-jae
- Kim Yong-hee como dentista – terceiro amante de Kang Yi-na
- Min Sung-wook como gerente de restaurante
- Yoon Jin-sol como Jo Hyun-hee – garçonete de restaurante
- Han Jeong-woo como segundo amante de Kang Yi-na
- Song Ji-ho como o stalker de Kang Yi-na
- Ha Eun-seol como Han Yoo-kyung – amigo de Jung Ye-eun
- Choi Bae-young como Song Kyung-ah – a amiga de Jung Ye-eun
- Kim Si-eun como a Yoon Jin-myung jovem
- Yoon Yong-joon como Shin Yool-bin – a paixão de Yoo Eun-jae
- Kim Kyung-nam
- Jung Yi-seo como a colega de classe de Ye-eun
- Kim Chang-hwan como o funcionário da seguradora
- Jung Yoo-min como estudante de dança
- Nam Moon-cheol como o pai de Song Ji-won
- Kwon Eun-soo como a júnior de Yoon Jong-yeol
- Shin Yeon-sook como tia de Yoo Eun-jae
- Shin Se-hwi como Ahn Ye-ji, amigo de Jo Eun
- Jo Byeong-kyu como Jo Chung-han
- Kim Ye-ji como Ye-ji
- Yoon Sa-bong como irmã de Ho Chang
- Seo Ye-hwa como recepcionista da Su & Su
- Go Min-si como Oh Ha-na

### Participações especiais
1ª Temporada:
- Moon Sook como avó e dona de uma pensão

2ª Temporada:
- Ji Il-joo como Go Doo-young[16]
- PENTAGON[a] como membros do idol group Asgard[17]
- ACE como membros do idol group The Fifth Column[18]
- Ji Hye-ran
- Yoon Kyung-ho como o namorado de Moon Hyo-jin
- Kim Jung-young como mãe de Song Ji-won
- Kim Hak-sun como pai de Jo-eun

## Episódios

### Visão geral
| Temporada | Temporada | Episódios | Episódios | Originalmente exibido | Originalmente exibido |
| Temporada | Temporada | Episódios | Episódios | Estreia da temporada  | Final da temporada    |
| --------- | --------- | --------- | --------- | --------------------- | --------------------- |
|           | 1         | 12        | 12        | 22 de julho de 2016   | 27 de agosto de 2016  |
|           | 2         | 14        | 14        | 25 de agosto de 2017  | 7 de outubro de 2017  |

### 1ª Temporada (2016)
| N.º na série | N.º na temp. | Título em inglês                                                                | Título em coreano                                              | Exibição original    |
| ------------ | ------------ | ------------------------------------------------------------------------------- | -------------------------------------------------------------- | -------------------- |
| 1            | 1            | "Fear of Takeoff #Slipper"                                                      | 출발선상의 두려움 #슬리퍼                                      | 22 de julho de 2016  |
| 2            | 2            | "Is This Underwear Yours? #LiesandNoMakeupFaces"                                | 이 팬티가 네 팬티냐? #거짓말과 민낯                            | 23 de julho de 2016  |
| 3            | 3            | "I've Never Once Loved Myself #RottenRoots"                                     | 단 한번도 스스로를 사랑하지 않았노라 #썩은 구근                | 29 de julho de 2016  |
| 4            | 4            | "My Dream is to Be an Office Worker #ProofofPoverty"                            | 내 꿈은 회사원이다 #가난의 증명                                | 30 de julho de 2016  |
| 5            | 5            | "The Reason For Loving Someone, The Reason For Not Loving Someone #MenandWomen" | 누군가를 사랑하려는 이유, 혹은 사랑하지 않으려는 이유 #남과 여 | 5 de agosto de 2016  |
| 6            | 6            | "In Retrospect, It Was Foreshadowing #StartingPoint"                            | 알고 나면 그날의 일은 복선이 된다 #시발점                      | 6 de agosto de 2016  |
| 7            | 7            | "I'm Someone Who Shouldn't Be Happy #SleepParalysis"                            | 나는 행복하면 안 되는 사람입니다 #가위                         | 12 de agosto de 2016 |
| 8            | 8            | "Hope, That Damn Hope #SuspiciousMan"                                           | 희망, 그 빌어먹을 놈의 희망 #수상한 남자                       | 13 de agosto de 2016 |
| 9            | 9            | "If You Stay in Your Place, You Won't Get Lost #Shoes"                          | 제 자리에 서 있으면 길을 잃지 않는다 #구두                     | 19 de agosto de 2016 |
| 10           | 10           | "We Believe Because We Want to Believe #Lie"                                    | 우리는 믿고 싶어서 믿는다 #거짓말                              | 20 de agosto de 2016 |
| 11           | 11           | "If You Watch Closely, Everyone Has Special Circumstances #Earrings"            | 알고 보면 모두가 특별한 사연들 #귀걸이                         | 26 de agosto de 2016 |
| 12           | 12           | "Even So, Life Goes On #Aftermath"                                              | 그래도 삶은 계속된다 #후유증                                   | 27 de agosto de 2016 |

### 2ª Temporada (2017)
| N.º na série | N.º na temp. | Título em inglês                        | Título em coreano                            | Exibição original      |
| ------------ | ------------ | --------------------------------------- | -------------------------------------------- | ---------------------- |
| 13           | 1            | "Angry Over Small Things #TheWorldofUs" | 나는 작은 것에 열 받는다 #우리들             | 25 de agosto de 2017   |
| 14           | 2            | "Coward #TheStranger"                   | 나는 겁쟁이다 #이방인                        | 26 de agosto de 2017   |
| 15           | 3            | "Decide to Hate #CrimeandPunishment"    | 나는 널 미워하기로 마음먹었다 #죄와벌        | 1 de setembro de 2017  |
| 16           | 4            | "To Survive #TheSelfishGene"            | 나는 살아남았다 #이기적 유전자               | 2 de setembro de 2017  |
| 17           | 5            | "Wavering Heart #FirstLove"             | 나는 마음 갈대와 같도다 #첫사랑              | 8 de setembro de 2017  |
| 18           | 6            | "I'm a Miracle #InSearchofLostTime"     | 나는 기적이다 #잃어버린 시간을 찾아서        | 9 de setembro de 2017  |
| 19           | 7            | "Center of the World #TheScarletLetter" | 나는 세상의 중심이었다 #주홍 글씨            | 15 de setembro de 2017 |
| 20           | 8            | "Self-Dishonesty #Confessions"          | 나는 나를 부정한다 #고백                     | 16 de setembro de 2017 |
| 21           | 9            | "Wounds #ParadiseLost"                  | 나는 상처가 되었다 #실낙원                   | 22 de setembro de 2017 |
| 22           | 10           | "Might Be Me #TheSenseofanEnding"       | 나일지도 모른다 #확률                        | 23 de setembro de 2017 |
| 23           | 11           | "Betraying Oneself #Disgrace"           | 나는 나를 배신했다 #추락                     | 29 de setembro de 2017 |
| 24           | 12           | "Affirming Oneself #StandbyMe"          | 나는 나를 긍정한다 #스탠바이미               | 30 de setembro de 2017 |
| 25           | 13           | "Seeing Oneself #AllthePrettyHorses"    | 나는 나를 보았다 #모두 다 예쁜 말들          | 6 de outubro de 2017   |
| 26           | 14           | "Their Mirrors #SoLongSeeYouTomorrow"   | 그들은 그들의 거울이 있다 #안녕 내일 또 만나 | 7 de outubro de 2017   |

## Produção
Em 16 de fevereiro de 2017, foi confirmado que a série seria renovada para uma segunda temporada. Foi anunciado que a atriz Ryu Hwa-young faria apenas uma pequena aparição especial, e que uma nova atriz seria escalada como a quinta garota da Belle Époque, substituindo o lugar da personagem de Ryu.
Originalmente, esperava-se que todos os cinco papéis principais fossem ocupadas pelas mesmas atrizes da temporada anterior. No entanto, logo no início da produção da segunda temporada, Ryu Hwa-young foi removida do elenco após ter sido revelado pela mídia que ela agia como uma valentona dentro do girl group T-ara. Nisso, uma nova personagem, Jo Eun, foi criada para preencher e completar o elenco principal de cinco personagens. Park Hye-soo também deveria fazer parte do elenco principal, mas devido a um conflito de agenda, ela deixou o papel. Ao contrário de Ryu Hwa-young, isso aconteceu no final da pré-produção e foi decidido que outra atriz interpretaria sua personagem Yoo Eun-jae; Ji Woo foi escalada.
O cantor Onew foi originalmente escalado para o papel de Kwon Ho-chang, mas deixou a série devido à uma polêmica que o cercava dez dias antes da estreia do drama, e foi substituído pelo ator Lee Yoo-jin.

## Audiência
| 1 | 22 de julho de 2016  | 1.310% | 0.9% |
| 2 | July 23, 2016        | 0.473% | 1.0% |
| 3 | July 29, 2016        | 0.911% | 1.4% |
| 4 | July 30, 2016        | 0.807% | 0.9% |
| 5 | 5 de agosto de 2016  | 0.788% | 1.5% |
| 6 | 6 de agosto de 2016  | 1.279% | 1.6% |
| 7 | 12 de agosto de 2016 | 1.361% | 1.5% |
| 8 | 13 de agosto de 2016 | 1.373% | 1.6% |
| 9 | 19 de agosto de 2016 | 1.752% | 2.8% |
| 10 | 20 de agosto de 2016 | 1.265% | 1.4% |
| 11 | 26 de agosto de 2016 | 2.508% | 2.5% |
| 12 | 27 de agosto de 2016 | 2.122% | 2.2% |
| Média | Média                | 1.329% | 1.6% |
| - Na tabela acima, os números em azul representam as audiências mais baixas e os números em vermelho representam as audiências mais altas. - Esta série foi ao ar em um canal a cabo/TV paga que normalmente tem uma audiência relativamente menor em comparação com a TV aberta/emissoras públicas (KBS, SBS, MBC e EBS). |                      |        |      |

| Ep. | Data de transmissão original | Parcela média | Parcela média | Parcela média |
| Ep. | Data de transmissão original | AGB Nielsen   | AGB Nielsen   | TNmS          |
| Ep. | Data de transmissão original | Nacional      | Seul          | Nacional      |
| --- | ---------------------------- | ------------- | ------------- | ------------- |
| 1 | 25 de agosto de 2017         | 2.228%        | 1.995%        | 2.5%          |
| 2 | 26 de agosto de 2017         | 2.405%        | 2.341%        | 2.9%          |
| 3 | 1 de setembro de 2017        | 1.657%        | —             | 1.7%          |
| 4 | 2 de setembro de 2017        | 2.431%        | 2.256%        | 3.1%          |
| 5 | 8 de setembro de 2017        | 2.248%        | —             | 2.8%          |
| 6 | 9 de setembro de 2017        | 2.817%        | 2.658%        | 3.2%          |
| 7 | 15 de setembro de 2017       | 2.839%        | 2.825%        | 3.1%          |
| 8 | 16 de setembro de 2017       | 3.099%        | 3.092%        | 3.0%          |
| 9 | 22 de setembro de 2017       | 2.772%        | 2.674%        | 2.7%          |
| 10 | 23 de setembro de 2017       | 3.145%        | 3.029%        | 4.0%          |
| 11 | 29 de setembro de 2017       | 3.657%        | 3.494%        | 3.6%          |
| 12 | 30 de setembro de 2017       | 4.069%        | 3.725%        | 4.2%          |
| 13 | 6 de outubro de 2017         | 3.040%        | 2.893%        | 2.8%          |
| 14 | 7 de outubro de 2017         | 3.252%        | 2.960%        | 4.1%          |
| Média | Média                        | 2.836%        | 2.829%        | 3.1%          |
| - Na tabela acima, os números em azul representam as audiências mais baixas e os números em vermelho representam as audiências mais altas. - N/A indica que aquele número de audiência não é conhecido. - Esta série foi ao ar em um canal a cabo/TV paga que normalmente tem uma audiência relativamente menor em comparação com a TV aberta/emissoras públicas (KBS, SBS, MBC e EBS). |                              |               |               |               |

## Trilha sonora
| N.º            | Título                     | Artista           | Duração |  |
| 1.             | "The Whereabouts Of Love"  | Maximilian Hecker | 05:00   |  |
| 2.             | "On Your Collarbone"       | Jordan Klassen    | 04:19   |  |
| 3.             | "Enjoy The View"           | David Choi        | 03:31   |  |
| 4.             | "Offbeat"                  | Clara C           | 03:12   |  |
| 5.             | "24 hours"                 | Mayu Wakisaka     | 03:51   |  |
| 6.             | "Toodoo"                   | The Tellers       | 03:39   |  |
| 7.             | "What Up?"                 | Hector Guerra     | 03:36   |  |
| 8.             | "Dick & Jane"              | Sidney York       | 02:18   |  |
| 9.             | "Mirage Of Bliss (part I)" | Maximilian Hecker | 03:39   |  |
| Duração total: | Duração total:             | Duração total:    | 33:05   |  |

## Prêmios e indicações
| Ano  | Prêmio               | Categoria                      | Indicado(s)/Trabalho(s) | Resultado | Ref.   |
| ---- | -------------------- | ------------------------------ | ----------------------- | --------- | ------ |
| 2016 | Korea Drama Awards   | Prêmio de Estrela Hallyu       | Han Seung-yeon          | Venceu    |        |
| 2016 | Asia Artist Awards   | Prêmio Estrela em Ascensão     | Shin Hyun-soo           | Venceu    | [ 24 ] |
| 2016 | Asia Artist Awards   | Prêmio Estrela em Ascensão     | Park Hye-su             | Venceu    | [ 24 ] |
| 2017 | Baeksang Arts Awards | Atriz mais Popular (Televisão) | Park Hye-su             | Indicado  | [ 25 ] |